# The Chronological Classics: Budd Johnson 1944-1952
The Chronological Classics Budd Johnson 1944-1952 è una Compilation del sassofonista jazz Budd Johnson, pubblicato dall'etichetta discografica francese Classics Records nel 2003.

## Tracce

### CD
1. Smack That Mess – 3:02 (Joe Gregory) – Registrato il 19 dicembre 1944 a New York
2. Dee Dee's Dance – 3:00 (musica: Denzil Best) – Registrato il 19 dicembre 1944 a New York
3. Little Benny (King Kong) – 2:40 (musica: "Little" Benny Harris) – Registrato il 19 dicembre 1944 a New York
4. Shoot the Arrow to Me Cupid – 3:02 (musica: Joe Gregory) – Registrato il 19 dicembre 1944 a New York
5. You're the One – 3:00 (musica: Al Killian) – Registrato nel settembre 1945 a New York
6. Goin' Down – 2:40 (musica: Al Killian) – Registrato nel settembre 1945 a New York
7. The Walk – 3:00 (musica: Dicky Wells, J.C. Heard) – Registrato il 20 marzo 1946 a New York
8. Heard But Not Seen – 2:38 (musica: Budd Johnson, J.C. Heard) – Registrato il 20 marzo 1946 a New York
9. Azure – 2:49 (musica: Duke Ellington) – Registrato il 20 marzo 1946 a New York
10. Bouncing for Barney – 2:54 (musica: George Treadwell, J.C. Heard) – Registrato il 20 marzo 1946 a New York
11. Bed Rock – 2:50 (musica: Buck Clayton) – Registrato il 21 marzo 1946 a New York
12. Opera in Blue – 2:59 (musica: Dicky Wells) – Registrato il 21 marzo 1946 a New York
13. Drag Nasty - The Walk – 2:49 (musica: Dicky Wells) – Registrato il 21 marzo 1946 a New York
14. My Heart's Doin' Time – 2:43 (musica: Sam Manning, Adolph Thenstead) – Registrato nel giugno 1947 a New York
15. I Just Can't Find That Kind – 2:47 (Theard, Bryson) – Registrato nel giugno 1947 a New York
16. So Long – 3:11 (musica: Russ Morgan, Remus Harris, Irving Melsher) – Registrato il 6 ottobre 1947 a New York
17. Blue and Sentimental – 3:01 (musica: Mack David, Jerry Livingston, Count Basie) – Registrato il 6 ottobre 1947 a New York
18. Sometime I Feel Like Leaving Home – 3:09 (Haynes) – Registrato nel settembre 1951 a New York
19. Grooving in Birdland – 3:08 (musica: Budd Johnson, Green) – Registrato nel settembre 1951 a New York
20. I'm All Alone – 3:07 (Charlie Singleton) – Registrato nel settembre 1951 a New York
21. Talk of the Town – 2:52 (testo: Marty Symes, Al J. Neiburg – musica: Jerry Livingston) – Registrato nel settembre 1951 a New York
22. Where Were You? – 2:09 (Leonard Feather) – Registrato il 26 marzo 1952 a New York
23. Way Downtown at the Bottom of the Hill – 2:25 – Registrato il 26 marzo 1952 a New York

## Musicisti
Smack That Mess / Dee Dee's Dance / Little Benny (King Kong) / Shoot the Arrow to Me Cupid
Clyde Hart's Hot Seven
- Clyde Hart – piano
- Joe Gregory – voce (brano: Smack That Mess)
- Little "Benny" Harris – tromba
- Herbie Fields – sassofono alto
- Albert "Budd" Johnson – sassofono tenore
- Chuck Wayne – chitarra
- Oscar Pettiford – contrabbasso
- Denzil Best – batteria

You're the One / Goin' Down
Al Killian and His Orchestra
- Al Killian – tromba
- Trummy Young – trombone
- Aaron Sachs – clarinetto, sassofono alto
- Budd Johnson – sassofono tenore
- Harry Carney – sassofono baritono
- Marty Napoleon – piano
- Joe Shulman – contrabbasso
- George Jones – batteria

The Walk / Heard But Not Seen / Azure / Bouncing for Barney
J.C. Hears and His Cafe Society Orchestra
- J.C. Heard – batteria
- George Treadwell – tromba
- Dickie Harris – trombone
- Budd Johnson – sassofono tenore
- Jimmy Jones – piano
- Al McKibbon – contrabbasso

Bed Rock / Opera in Blue / Drag Nasty - The Walk
Dicky Wells Big Seven
- Dicky Wells – sassofono tenore
- George Treadwell – tromba
- Budd Johnson – sassofono tenore
- Cecil Scott – sassofono baritono
- Jimmy Jones – piano
- Al McKibbon – contrabbasso
- Jimmy Crawford – batteria

My Heart's Doin' Time / I Just Can't Find That Kind
Budd Johnson
- Budd Johnson – sassofono tenore
- Mary Stafford – voce (brano: I Just Can't Find That Kind)
- Eddie Barefield – clarinetto
- George Dorsey – sassofono alto
- Altri musicisti sconosciuti

So Long / Blue and Sentimental
Leslie Scott and His Orchestra
- Luther Henderson – direttore orchestra, piano
- Budd Johnson – sassofono alto, sassofono tenore
- Herman Mitchell – chitarra
- Trigger Alpert – contrabbasso
- Denzil Best – batteria, archi
- Sconosciuti – accompagnamento vocale, cori

Sometime I Feel Like Leaving Home / Grooving in Birdland / I'm All Alone / Talk of the Town
Budd Johnson's All Stars
- Budd Johnson – sassofono tenore
- Freddie Jackson – voce (brano: Sometime I Feel Like Leaving Home)
- Howard McGhee – tromba
- J.J. Johnson – trombone
- Charlie Singleton – sassofono tenore, voce (brano: I'm All Alone)
- Cecil Payne – sassofono baritono
- Kenny Drew – piano
- Oscar Pettiford – contrabbasso
- Kansas Fields – batteria

Where Were You? / Way Downtown at the Bottom of the Hill
Johnny King with Budd Johnson and His All Stars
- Budd Johnson – sassofono tenore
- Joe Newman – tromba
- Hilton Jefferson – sassofono alto
- Cecil Payne – sassofono baritono
- Billy Taylor – piano
- Milt Hinton – contrabbasso
- Kelly Martin – batteria [1]